# Canthigaster janthinoptera
Canthigaster janthinoptera és una espècie de peix de la família dels tetraodòntids i de l'ordre dels tetraodontiformes.

## Morfologia
- Els mascles poden assolir 9 cm de longitud total.
- Té moltes taques blanques escampades pel cos.[1][2]

## Alimentació
Menja esponges de mar, poliquets, algues i petites quantitats de tunicats, crustacis, equinoderms i coralls.

## Hàbitat
És un peix marí, de clima tropical i associat als esculls de corall que viu entre 1-30 m de fondària.

## Distribució geogràfica
Es troba des de l'Àfrica oriental fins a Transkei (Sud-àfrica), les illes de la Línia, les illes Marqueses, el sud del Japó i l'illa de Lord Howe.

## Costums
És un peix solitari o en parella.

## Observacions
És inofensiu per als humans.